# Suctoria
Los suctores (Suctoria) son un grupo de protistas ciliados peculiares, sésiles, que se alimentan por digestión extracelular y carecen de cilios en la fase de adulto. Se encuentran en ambientes de agua dulce y marinos, incluyendo algunos que viven sobre la superficie de animales acuáticos.
La mayoría de los suctores tiene un tamaño de alrededor de 15-30 µm, con un tallo no contráctil y a menudo un caparazón.

## Historia natural
En un principio se pensó que se alimentaban por succión, de ahí su nombre.  En realidad, usan microtúbulos especializados para ensartar y manipular sus presas. Típicamente se alimentan de otros ciliados, capturando sus presas por medio de varios tentáculos especializados que se apoyan en microtúbulos. Los tentáculos presentan en su extremo extrusomas tóxicos denominados haptocistos que se proyectan sobre la presa. Su citoplasma entonces aspira directamente el alimento dentro de una vacuola, donde se digiere y absorbe.

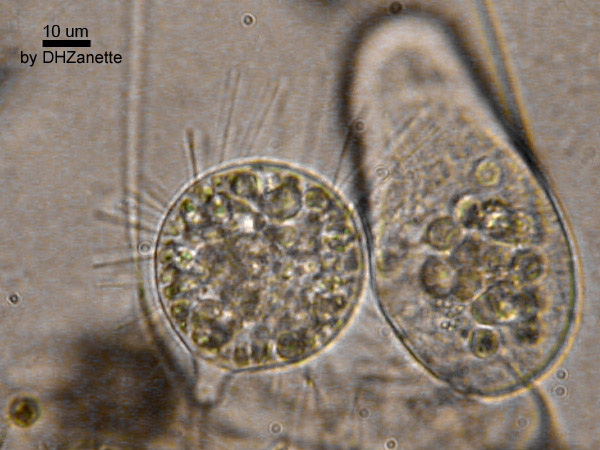
Un suctor (izquierda) atacando a un Colpidium

Los suctores se reproducen sobre todo por gemación, produciendo células nadadoras con cilios y que carecen de tentáculos y tallos. Pueden también reproducirse por conjugación, que es peculiar por la participación de células de diferentes tamaños e implica a menudo una fusión total.
Una vez que las células nadadoras han encontrado un lugar para fijarse, desarrollan rápidamente tallos y tentáculos. Pierden los cilios, pero el sistema infraciliar subyacente persiste a través del ciclo vital completo. Este tiene una estructura que, junto con otras semejanzas ultraestructurales, coloca a Suctoria dentro de la clase Phyllopharyngea.

Ciclo de vida
Suctoria se reproduce principalmente por gemación, produciendo enjambres que carecen de tentáculos y tallos, pero tienen cilios. También pueden reproducirse a través de la conjugación, que es peculiar al involucrar células de diferente tamaño y, a menudo, implica una fusión total. La forma en que se forman los brotes es la distinción principal entre los diferentes órdenes de suctoria. Entre los Exogenida , incluidos los géneros comunes como Podophrya y Sphaerophrya , aparecen directamente en la superficie celular. Entre los Endogenida , por ejemplo Tokophrya y Acineta , se forman en una bolsa interna y escapan a través de una abertura, y entre los Evaginogenida , se forman en una bolsa que se invierte antes de ser liberados.
Una vez que los enjambres han encontrado un lugar para adherirse, rápidamente desarrollan tallos y tentáculos. Los cilios se pierden, pero la infraciliatura subyacente persiste durante todo el ciclo de vida. Este tiene una estructura que, junto con otras similitudes ultraestructurales, ubica a la suctoria dentro de la clase Phyllopharyngea .

## Taxonomía
El criterio primario de clasificación para los diferentes órdenes de suctores es la manera en la que se forman los brotes durante la gemación. 
- Orden Exogenida. La yemas aparecen directamente en la superficie de la célula; por ejemplo los géneros comunes Podophrya y Sphaerophrya,
- Orden Endogenida. Las yemas se forman en una bolsa interna y salen por una abertura; por ejemplo, Tokophrya y Acineta.
- Orden Evaginogenida. Las yemas se forman en una bolsa que se revierte antes de que se desprendan.